# Communes de la province de Brindisi
- Haut – A
- B
- C
- D
- E
- F
- G
- H
- I
- J
- K
- L
- M
- N
- O
- P
- Q
- R
- S
- T
- U
- V
- W
- X
- Y
- Z

## B
- Brindisi

## C
- Carovigno
- Ceglie Messapica
- Cellino San Marco
- Cisternino

## E
- Erchie

## F
- Fasano
- Francavilla Fontana

## L
- Latiano

## M
- Mesagne

## O
- Oria
- Ostuni

## S
- San Donaci
- San Michele Salentino
- San Pancrazio Salentino
- San Pietro Vernotico
- San Vito dei Normanni

## T
- Torchiarolo
- Torre Santa Susanna

## V
- Villa Castelli